# Gasteroclupea branisai
Gasteroclupea branisai è un pesce osseo estinto, appartenente agli ellimmittiformi. Visse tra il Cretaceo superiore e il Paleocene (circa 67 - 62 milioni di anni fa) e i suoi resti fossili sono stati ritrovati in Sudamerica.

## Descrizione
Di piccole dimensioni, questo pesce non raggiungeva i 10 centimetri di lunghezza e possedeva un corpo piuttosto alto e compresso lateralmente, con una parte addominale eccezionalmente sviluppata. Gasteroclupea era inoltre caratterizzato da coracoidi ipertrofici e pinne pettorali molto allungate. Altre caratteristiche, come una volta cranica ornamentata da sottili tubercoli, la presenza di denti sull'endopterigoide e una notevole serie di scudi ossei (35 - 38 davanti alla pinna dorsale, 40 disposti lungo la linea mediana del corpo lungo l'addome) richiamano animali molto simili, come Sorbinichthys o Ellimmichthys. 

## Classificazione
Gasteroclupea branisai venne descritto per la prima volta da Signeux nel 1964, sulla base di resti fossili ritrovati nella formazione El Molino (zona di Cayara, Bolivia) e risalenti al limite tra Maastrichtiano e Paleocene. Altri resti sono stati ritrovati in Argentina. Gasteroclupea è un rappresentante degli ellimmittiformi, un gruppo di pesci teleostei imparentati con i clupeiformi ma caratterizzati dalla presenza di una doppia armatura di scudi ossei lungo la linea mediana del corpo, sia lungo il dorso che lungo l'addome. 

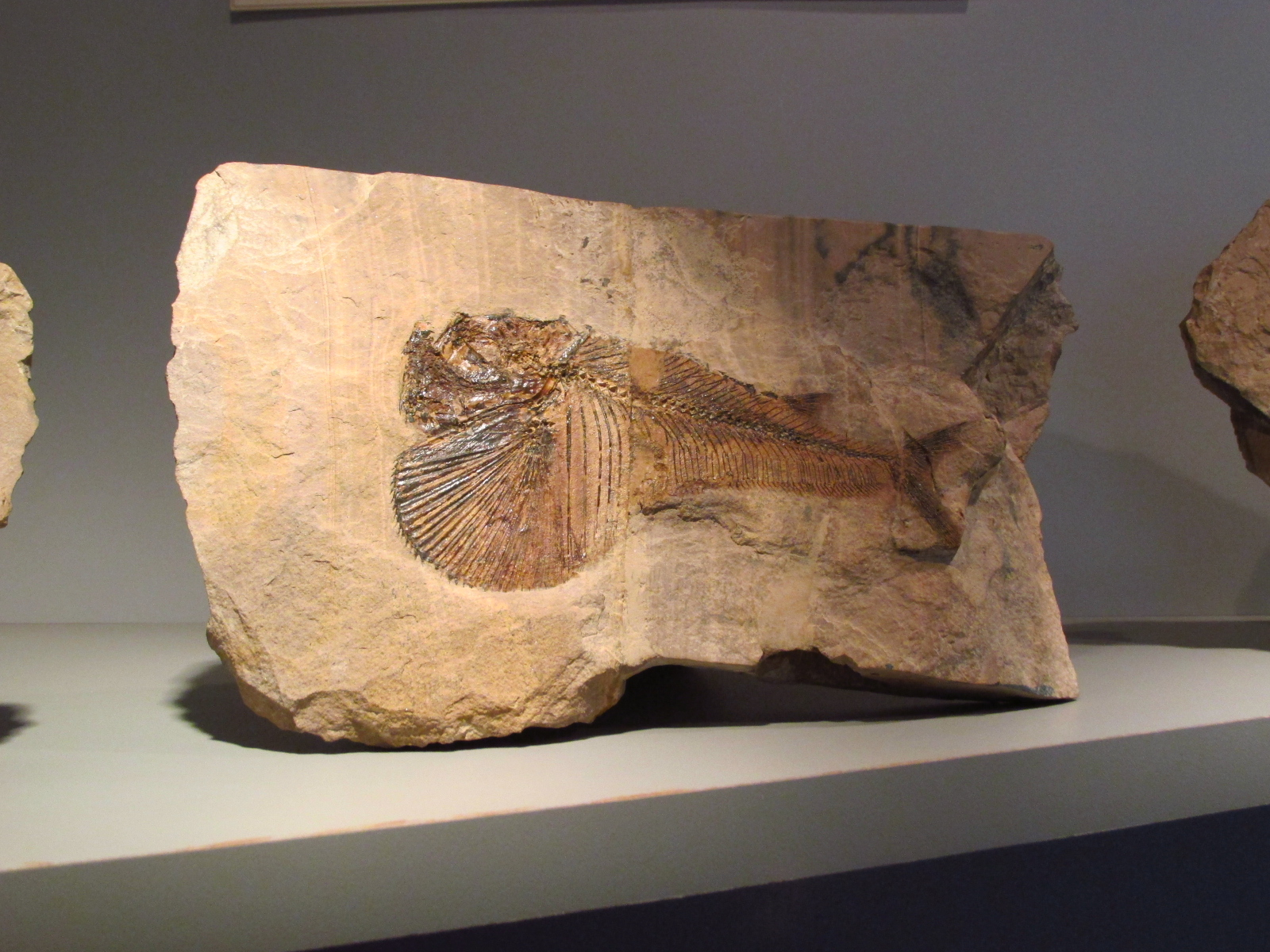
Fossile di Gasteroclupea

Studi più recenti hanno messo in luce alcune caratteristiche di Gasteroclupea (come la presenza di cinque ipurali, il secondo ipurale autogeno, la parte distale del secondo uroneurale che non raggiungeva la parte distale dei primo uroneurale) che lo avvicinano al genere Sorbinichthys, del Cretaceo superiore del Nordafrica e dell'Asia minore. Assieme a quest'ultimo, Gasteroclupea farebbe parte di un clade (Sorbinichthyoidei) distaccatosi precocemente dagli altri ellimmittiformi.

## Paleobiologia
La peculiare morfologia di Gasteroclupea, con il corpo estremamente profondo e le pinne pettorali allungatissime, assomiglia in molti aspetti al piano corporeo degli attuali gasteropelecidi (Gasteropelecidae), un gruppo di pesci caraciformi di acqua dolce; come questi ultimi, forse Gasteroclupea era in grado di spiccare brevi balzi fuori dall'acqua con l'ausilio delle grandi pinne pettorali.